# Тібесті — Джебель-Увейнат гірські склерофітні рідколісся
Тібесті — Джебель-Увейнат гірські склерофітні рідколісся — екорегіон пустель і склерофітних чагарників у Східній Сахарі. 
Екорегіон рідколісь займає два окремих високогірних регіони, що охоплюють частини північного Чаду, південно-західного Єгипту, південної Лівії та північно-західного Судану.

## Опис
Екорегіон охоплює 82 200 км² у вулканічних горах Тібесті у Чаді та Лівії та вершину Джебель-Увейнат (1932 м) на кордоні Єгипту, Лівії та Судану. 
Клімат посушливий і субтропічний, але взимку може досягати 0°C на найвищих висотах. 
Опади нерегулярні, але більш регулярні, ніж у навколишній пустелі, і багато нижніх ваді подають воду, який падає вище.

Тібесті (і в меншій мірі масив Джебель-Увейнат) сприяють більш регулярним опадам і нижчим температурам, ніж навколишня Сахара. 
Це створює сприятливі умови для зростання рідколісся та чагарники фінікової пальми (Phoenix dactylifera), акації, сахарського мирту (Myrtus nivellei), олеандру (Nerium oleander), тамариксу та кількох ендемічних і рідкісних видів рослин, таких як Ficus teloukat. 
Північні схили достатньо вологі та мають сприятливі умови для зростання для: Juncus maritimus, Typha australis, Scirpus holoschoenus, Phragmites australis і Equisetum ramosissimum.

## Фауна
Серед великих ссавців варто відзначити: Oryx dammah, Addax nasomaculatus, Gazella dorcas, Nanger dama, Ammotragus lervia, Acinonyx jubatus
Серед дрібних ссавців варто відзначити: Procavia capensis, Lepus capensis, Vulpes rueppelli, Vulpes pallida, Vulpes zerda, Lycaon pictus, Hyaena hyaena та Canis aureus